# Michael William Balfe

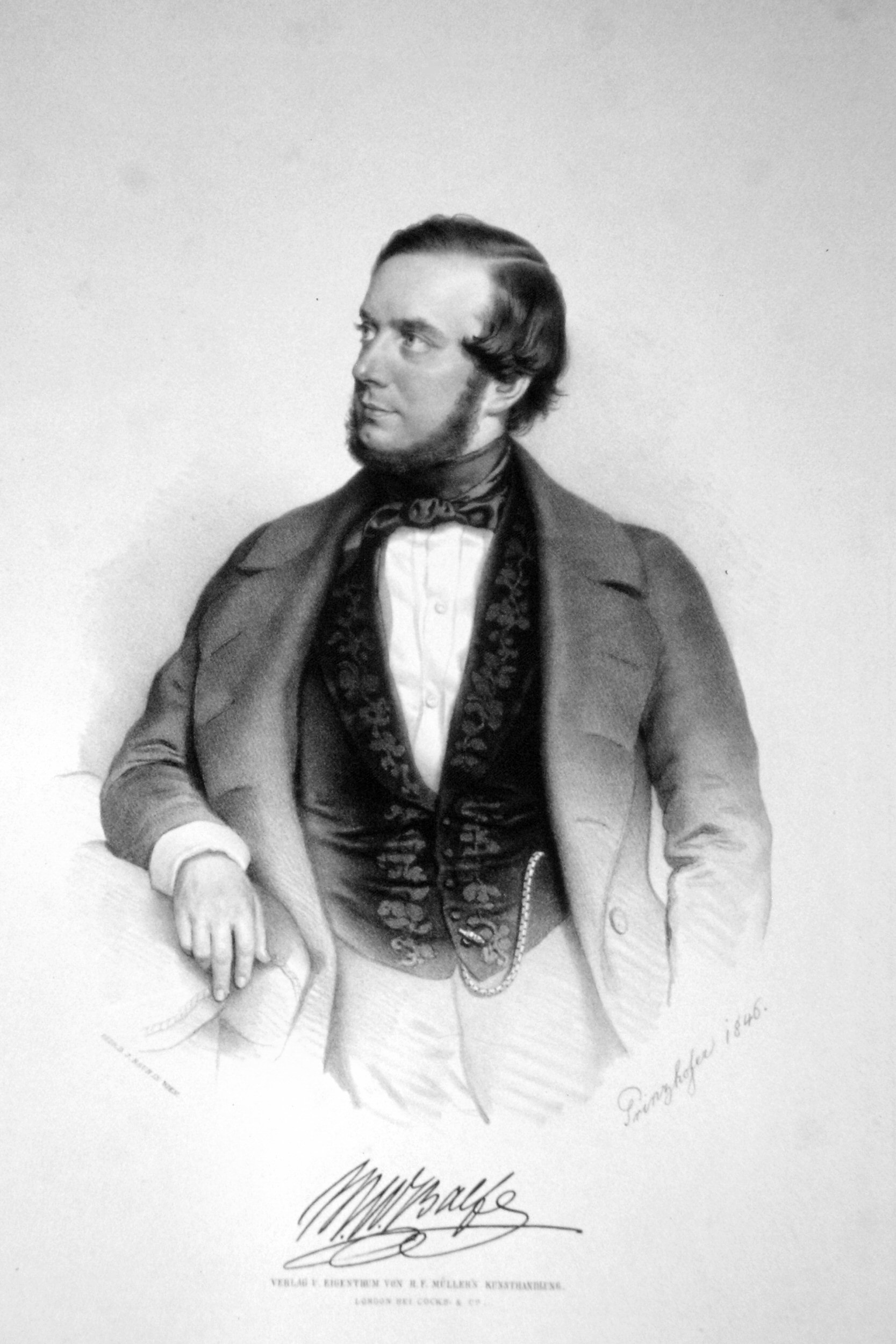
Michael William Balfe.

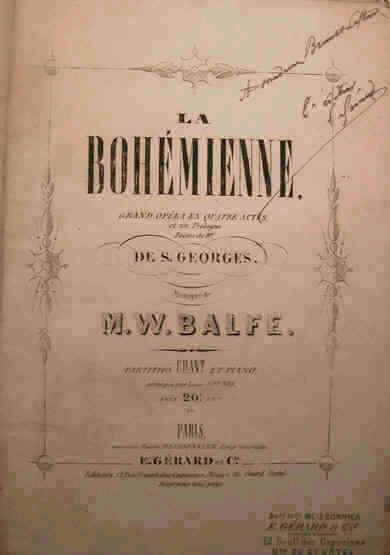
Noterna till den franska översättningen av Zigenerskan (1869)

Michael William Balfe, född 15 maj 1808 i Dublin, död 20 oktober 1871 i  Ware, Hertfordshire, var en brittisk kompositör och operasångare (baryton).

## Biografi
Balfe vann berömmelse över en natt med operan Rochelles belägring 1835. Nästa stora framgång var The Bohemian Girl (1843, svenska: Zigenerskan), som gjorde succé i London och är den enda brittiska 1800-talsopera som blev en internationell framgång. 
Hans dramatiska begåvning kom främst fram i Satanella (1858) med dess verkligt dramatiska textbok, även om hans lyriskt hållna operor blev mer populära, däribland Le Puits d'amour med text av Eugène Scribe. Balfe utgav även sångpedagogiska skrifter.
Zigenerskan, i översättning av August Blanche, sattes upp 27 gånger på Stockholmsoperan åren 1849 till 1870.

## Verk (urval)
- The Lover's Mistake/ Young Fanny (1822).
- I Rivali di se stessi (1830, Teatro Carolino, Palermo)
- Un Avertimento ai Gelosi (1830, Teatro Fraschini, Pavia)
- The  Siege of Rochelle (Uruppförande 1835 på Theatre Royal, Drury Lane, London)
- The Prayer of the Nation (1838)
- Falstaff (London 1838)
- The Maid of Artois (Uruppförande 1836 på Theatre Royal Drury Lane)
- Catherine Grey (1837, Drury Lane, London)
- Joan of Arc (1837, Drury Lane, London)
- Le Puits d'amour (Eugène Scribe och A. de Leuven), Paris: Opéra Comique, 20 april 1843
  - Engelsk version: Geraldine, or The Lover's Well, London: Princess Theatre, 14 augusti 1843
  - Österrikisk version: Der Liebesbrunnen (Josef Kupelwieser), Wien: Theater an der Wien, 4 november 1845
- The Bohemian Girl (1843, Drury Lane, London)
- The Daughter of St. Mark, Opera med text av Alfred Bunn efter librettot La Reine de Chypre av Jules-Henri Vernoy de Saint-Georges. (1844 Theatre Royal Drury Lane)
- Les Quatre Fils Aymon (1844, Opéra-Comique, Paris. Libretto av Adolphe de Leuven och Léon-Lévy Brunswick). 
  - Engelsk version: The Castle of Aymon (G.A. Beckett), London: Princess Theatre, 20 november 1844
  - Österrikisk version: Die vier Haimonskinder (Josef Kupelwieser), Wien: Josefstadt-Theater, 14 december 1844
  - Italiensk version (för London): I quattro fratelli (S.F. Maggione), London: His Majesty's Theatre (Italian Opera), 11 augusti 1851
- Pittore e Duca (1844, Teatro Communale, Trieste)
- L'étoile de Séville (1845, Paris)
- The Maid of Honour (1847, Drury Lane, London)
- La Zingara, (1854)
- The Rose of Castille (1857, Lyceum Theatre, London)
- Satanella, or The Power of Love (1858, Covent Garden, London)
- The Puritan´s daughter (1861, Covent Garden, London)
- Blanche de Nevers (1862, Covent Garden, London)
- The Armourers of Nantes (Covent Garden, London)
- Il Talismano (Royal Court, Liverpool)